# مؤسسه همشهری

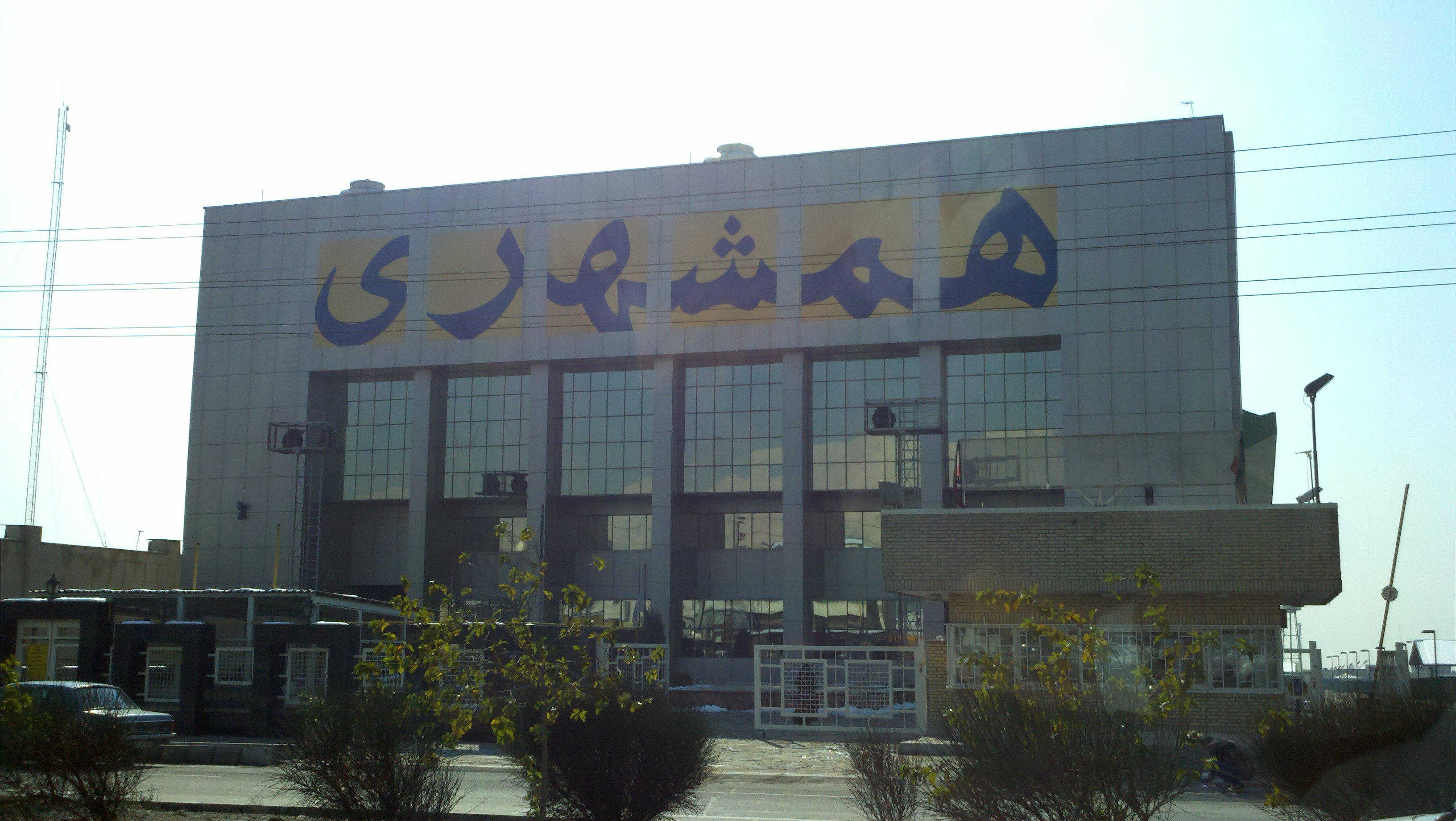
ساختمان چاپخانهٔ اختصاصی روزنامهٔ همشهری در بزرگراه شهید لشکری (جاده‌مخصوص کرج)

مؤسسهٔ همشهری یک مؤسسهٔ مطبوعاتی در ایران و وابسته به شهرداری تهران است. این مؤسسه از بزرگترین مؤسسات رسانه‌ای در ایران است، به‌طوری‌که نشریه‌های گوناگون آن، نیمی از کاغذ مصرفیِ مطبوعات کشور را به خود اختصاص می‌دهند. روزنامهٔ همشهری، همشهری‌آنلاین، گروه مجلات همشهری و مرکز آموزش و پژوهش همشهری از زیرمجموعه‌های مؤسسهٔ همشهری هستند.